# بيكي جونسون
بيكي جونسون هي كاتِبة وممثلة كندية، ولدت في 14 فبراير 1978 في فانكوفر في كندا.

## وصلات خارجية
- بيكي جونسون على موقع IMDb (الإنجليزية)
- بيكي جونسون على موقع قاعدة بيانات الفيلم (الإنجليزية)